# Бенеке, Текс
Го́рдон Ли́ Бе́неке (анг. Gordon Lee Beneke; 12 февраля 1914 — 30 мая 2000, Коста-Меса, Калифорнии, США) — американский певец, джазовой саксофонист и руководитель оркестра.

## Карьера
Прозвище Бенеке, также сценическое имя, было «Текс», потому что он был из Техаса . Он играл в оркестре Бена Янга с 1935 по 1937 год и в биг-бэнде Гленна Миллера с 1938 года, где он был одним из самых известных солистов. Он также выступал как певец в таких песнях, как Chattanooga Choo Choo и I’ve Got a Girl in Kalamazoo . Он часто пел вместе с Марион Хаттон, Паулой Келли и The Modernaires . Он также играл соло на саксофоне в записи инструментальных композиций Миллера, таких как In the Mood и A String of Pearls . Он снялся вместе с оркестром Гленна Миллера в фильмах « Серенада Солнечной долины» (1941) и " Жены оркестра " (1942). Когда Гленн Миллер распустил свою группу в 1942 году, чтобы продолжить свою группу ВВС, он сначала играл с Горацием Хейдтом и Яном Сэвиттом, а затем до 1945 года возглавлял группу ВМС в Оклахоме.
В 1946 году он получил предложение от вдовы Гленна Миллера Хелен взять на себя руководство очень популярной группой (до 1948 года с 19 музыкантами и дополнительной секцией струнных). Его сознательный поиск собственного профиля заставлял группу Бенеке все дальше и дальше отходить от музыкальной концепции наследников Миллера. Особенно конфликт вызвала запись новых аранжировок Генри Манчини и Нила Хефти, тесно ориентировавшихся на боп . В 1950 году вражда между Бенеке и наследниками Миллера обострилась и привела к разводу. Наследники Миллера также помешали ему появиться в голливудском художественном фильме «История Гленна Миллера» (1954).
Затем Бенеке основал свой собственный оркестр, с которым играл музыку Гленна Миллера и музыку в стиле Гленна Миллера. Он также играл на нескольких воссоединениях Гленна Миллера с бывшими певцами Миллера Рэем Эберле, Марион Хаттон и Полой Келли в течение 1960-х и иногда в Диснейленде. Он выступал с новым оркестром с 1970-х по 1990-е годы. В середине 1990-х он перенес инсульт и перестал играть на саксофоне. Он оставался руководителем оркестра и певцом.

## Награды
В 1966 году он был занесен в Зал славы биг-бэндов и джаза.

## Смерть
Текс Бенеке умер в 2000 году в возрасте 86 лет в своем родном городе Коста-Меса.